# Тропеа
Тропѐа (на италиански: Tropea) е пристанищно и морско курортно градче и община в Южна Италия, провинция Вибо Валентия, регион Калабрия. Разположено е на брега на Тиренско море. Населението на общината е 6639 души (към 2012 г.).